# Fabrizio Pregadio
Fabrizio Pregadio (* 14. Januar 1957) ist ein italienischer Sinologe.

## Leben
Derzeit ist er Mitglied des Internationalen Kolleg für Geisteswissenschaftliche Forschung. Zuvor unterrichtete er an der Universität Venedig (1996–1997), der TU Berlin (1998–2001), der Stanford University (2001–2008), der McGill University (2009–2010) und der Universität Erlangen (2014–2018).
Seine Forschungsschwerpunkte sind taoistische Ansichten des Menschen; die Selbstkultivierungstraditionen des Taoismus; ihre Grundlagen in frühen taoistischen Werken; und ihre Beziehung zu den traditionellen chinesischen Wissenschaften, einschließlich Kosmologie, Alchemie und Medizin.

## Schriften (Auswahl)
- Zhouyi cantong qi. Dal Libro dei mutamenti all'elisir d'oro. Venedig 1996, ISBN 8885613594.
- Great clarity. Daoism and alchemy in early medieval China. Stanford 2006, ISBN 0-8047-5177-3.
- The Seal of the Unity of the Three. A Study and Translation of the Cantong qi, the Source of the Taoist Way of the Golden Elixir. Mountain View 2011, ISBN 978-0-9843082-7-9.
- Taoist Internal Alchemy. An Anthology of Neidan Texts. Mountain View 2019, ISBN 978-0-9855475-5-4.